# ألان مايرز (محامي)
ألان مايرز (بالإنجليزية: Allan Myers)‏ هو أكاديمي ومحامي أسترالي، ولد في 17 أكتوبر 1947 في هاميلتون في أستراليا.